# En stridsman uti hären jag blivit
En stridsman uti hären jag blivit är en sång från 1894 med text och musik av Otto Lundahl.

## Publicerad i
- Musik till Frälsningsarméns sångbok 1907 som nr 100.
- Frälsningsarméns sångbok 1929 som nr 409 under rubriken "Strid och verksamhet - Under striden".
- Frälsningsarméns sångbok 1968 som nr 439 under rubriken "Strid Och Verksamhet - Kamp och seger".
- Frälsningsarméns sångbok 1990 som nr 607 under rubriken "Strid och kallelse till tjänst".

- Sången används även som filmmusik i Körkarlen (1958).